# Vereinigung Österreichischer Bibliothekarinnen und Bibliothekare
Die Vereinigung Österreichischer Bibliothekarinnen und Bibliothekare (VÖB) mit Sitz in Wien ist die größte Interessensvertretung der Bibliothekare aller Geschlechter in Österreich. Der Schwerpunkt liegt dabei auf wissenschaftlichen Informationseinrichtungen – das Pendant aus dem öffentlichen Bibliothekswesen, der BVÖ, vertritt im engeren juristische Personen.
Die VÖB veröffentlicht unter anderem die Zeitschrift Mitteilungen der Vereinigung Österreichischer Bibliothekarinnen und Bibliothekare (VÖB-Mitteilungen). Weiters veranstaltet die VÖB als ihre zentrale Fortbildungsveranstaltung den Österreichischen Bibliothekskongress, zuvor die Österreichischen Bibliothekartage. Dieser findet seit 1950 alle zwei Jahre an wechselnden Orten statt.

## Geschichte
Im Jahre 1896 wurde der Österreichische Verein für Bibliothekswesen als weltweit einer der ersten bibliothekarischen Berufsverbände gegründet. Er setzte mannigfaltige Aktivitäten, gab auch Publikationen heraus und bestand bis zum Jahre 1919. In den nächsten 25 Jahren gab es keine organisierte Vertretung des bibliothekarischen Berufsstandes in Österreich. 1945 wurde der heute bestehende Verein gegründet, gab sich neue Statuten und eine neue Geschäftsordnung und nannte sich „Vereinigung Österreichischer Bibliothekare“ (VÖB). 1993 wurden Teile der Statuten und der Geschäftsordnung überarbeitet und der Name des Vereins in die heutige Bezeichnung geändert. Heute gehören der VÖB rund 1000 Mitglieder aus dem In- und Ausland an.

## Struktur
Die VÖB wird von einem Präsidium geführt, das folgende Ämter umfasst: Präsident, 1. und 2. Vizepräsident, Sekretär, Schriftführer, Kassier, Mitgliederverwaltung, Redakteur der VÖB-Mitteilungen und vier Beisitzer. Außerdem gibt es einen Vorstand. Die VÖB unterhält verschiedene Kommissionen und Arbeitsgruppen zur Behandlung der unterschiedlichsten Fachfragen und -probleme. Die Kommissionen halten regelmäßig Arbeitssitzungen ab, erarbeiten fachliche Richtlinien und organisieren Informations- und Fortbildungsveranstaltungen.

## Präsidenten der VÖB
- 1946–1948 Josef Bick, Generaldirektor der Österreichischen Nationalbibliothek
- 1948–1950 Johannes Gans, Direktor der Universitätsbibliothek Wien
- 1950–1956 Hans Jancik, Direktor am Österreichischen Patentamt
- 1956–1960 Josef König, Direktor der Niederösterreichischen Landesbibliothek
- 1960–1962 Rudolf Dettelmaier, Direktor der Universitätsbibliothek Wien
- 1962–1964 Rudolf Fiedler, Generaldirektor der Österreichischen Nationalbibliothek
- 1964–1968 Albert Mitringer, Direktor der Wiener Stadt- und Landesbibliothek
- 1968–1972 Rudolf Fiedler, Generaldirektor der Österreichischen Nationalbibliothek
- 1972–1976 Friedrich Rennhofer, Direktor der Universitätsbibliothek Wien
- 1976–1982 Franz Kroller, Direktor der Universitätsbibliothek Graz
- 1982–1988 Ferdinand Baumgartner, Direktor der Universitätsbibliothek Wien
- 1988–1992 Magda Strebl, Generaldirektorin der Österreichischen Nationalbibliothek
- 1992–1996 Walter Neuhauser, Direktor der Universitätsbibliothek Innsbruck[2]
- 1996–1998 Herwig Würtz, Direktor der Wiener Stadt- und Landesbibliothek[3]
- 1998–2002 Sigrid Reinitzer, Direktorin der Universitätsbibliothek Graz
- 2002–2013 Harald Weigel, Direktor der Vorarlberger Landesbibliothek[4]
- 2013–2019 Werner Schlacher, Leiter der Universitätsbibliothek Graz[5]
- 2019–2020 Bruno Bauer (†), Leiter der Universitätsbibliothek der Medizinischen Universität Wien[6][7]
- 2021–2023 Maria Seissl, Leiterin der Universitätsbibliothek Wien
- seit 2023 Eva Ramminger, Leiterin der ULB Tirol

## Publikationen
- Mitteilungen der Vereinigung Österreichischer Bibliothekarinnen und Bibliothekare
- Schriften der Vereinigung Österreichischer Bibliothekarinnen und Bibliothekare. Band 1 (2007) - 16 (2021)
- 75 Jahre VÖB. 1946–2021. In: Stefan Alker-Windbichler, Bruno Bauer, Christina Köstner-Pemsel (Hrsg.): Schriften der VÖB. Band 16. University Library Publishing, Graz 2021, ISBN 978-3-902666-86-4, doi:10.25364/978-3-903374-02-7.